# Rolf Bader
Rolf Bader (* 27. April 1969 in Stuttgart) ist ein deutscher Musikwissenschaftler.

## Leben
Bader studierte Systematische Musikwissenschaft, Physik, Ethnologie und Historische Musikwissenschaft an der Universität Hamburg, wo er 2002 bei Albrecht Schneider und Helmut Rösing promovierte und sich 2005 habilitierte. Im Jahr 2005 war er als Gastdozent an der Stanford University und anschließend als Dozent an der Universität Hamburg tätig. Seit 2007 ist er Professor für Systematische Musikwissenschaft am Institut für Systematische Musikwissenschaft in Hamburg. Seine Forschungsschwerpunkte sind Musikakustik und Musiksignalverarbeitung, Musikhardware- und Softwareentwicklung, Musikethnologie, Musikpsychologie und Musikphilosophie.

## Schriften (Auswahl)
- Fraktale Dimensionen, Informationsstrukturen und Mikrorhythmik der Einschwingvorgänge von Musikinstrumenten. 2002.
- Computational mechanics of the classical guitar. Springer, Berlin 2005, ISBN 3-540-25136-7.
- Zur Herleitung musikalischer Bedeutung und musikalischer Ethik. Frankfurt am Main 2007, ISBN 3-631-55645-4.
- Nonlinearities and synchronization in musical acoustics and music psychology. Berlin 2013, ISBN 3-642-36097-1.
- Als Herausgeber: Springer Handbook of Systematic Musicology. Berlin, Heidelberg 2018, ISBN 978-3-662-55002-1.

## Belege
1. ↑  Fraktale Dimensionen, Informationsstrukturen und Mikrorhythmik der Einschwingvorgänge von Musikinstrumenten. Universität Hamburg, abgerufen am 6. Oktober 2021.
2. ↑  Tim Ziemer, Rolf Bader: Psychoacoustic Sound Field Synthesis for Musical Instrument Radiation Characteristics. In: J. Audio Eng. Soc. Band 65, Nr. 6, 2017, S. 482–496, doi:10.17743/jaes.2017.0014.

| Personendaten    | Personendaten                                      |
| ---------------- | -------------------------------------------------- |
| NAME             | Bader, Rolf                                        |
| KURZBESCHREIBUNG | deutscher Musikwissenschaftler und Hochschullehrer |
| GEBURTSDATUM     | 27. April 1969                                     |
| GEBURTSORT       | Stuttgart                                          |